# Qatar-4b
Qatar-4b أو قطر-4بي هو مشتري حار الذي يدور حول نجم قطر -4. يدور كل 1.8 أيام. تم اكتشافه في عام 2016 من قِبل قطر كوكب خارج المجموعة الشمسية.